# Torre dei Giudi

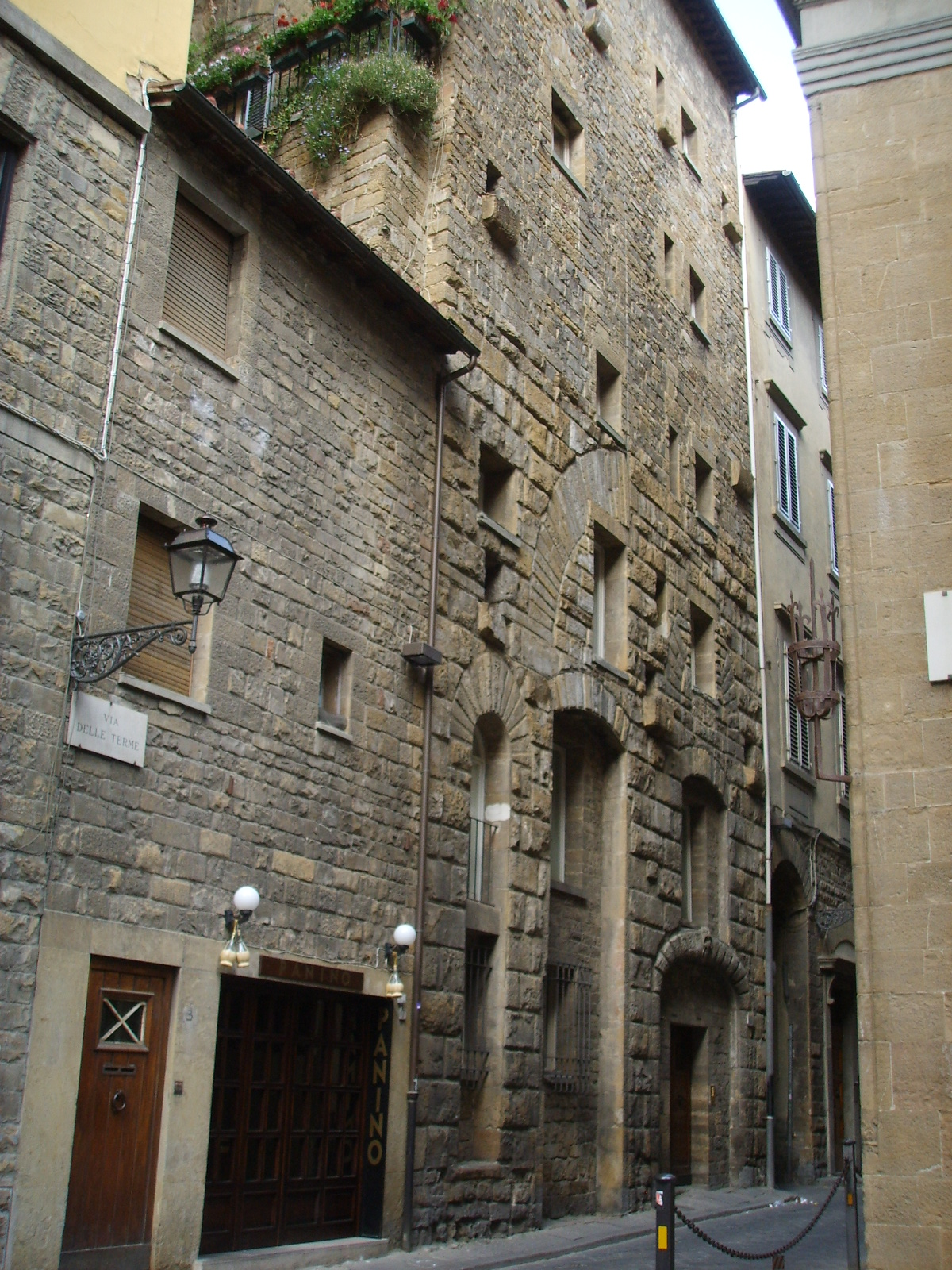
Fachada da Torre dei Giudi.

A Torre dei Giudi é uma antiga torre apalaçada do centro histórico de Florença que se encontra na Via delle Terme.

## História e arquitectura
A torre remonta a cerca do século XII e são evidentes os sinais de numerosas transformações estruturais: no piso térreo notam-se aberturas tapadas de várias dimensões, encimadas por arquivoltas de várias formas e tamanhos. Aquela particularmente ampla ao centro era, provavelmente, um antigo beco ou passagem que se implantava na torre. Também nos pisos superiores se podem ver aberturas tapadas datadas de épocas diversas. A altura da torre é muito menor que a origina.
Os buracos com mísulas destinados a receber barrotes são numerosos e abrem-se no revestimento externo que apresenta grandes blocos de pedra quadrados, insolitamente salientes. Um brasão da família em tempos proprietária domina na chave dum arco do portal principal.

## A família Giudi
A família dos Giudi, ou Iudi, era uma família gibelina, que foi expulsa de Florença por volta do ano 1200, para depois regresar à cidade com a vitória na Batalha de Montaperti, com a qual se conseguiu um governo gibelino da cidade, embora por apenas seis anos, até à Batalha de Benevento (1266).

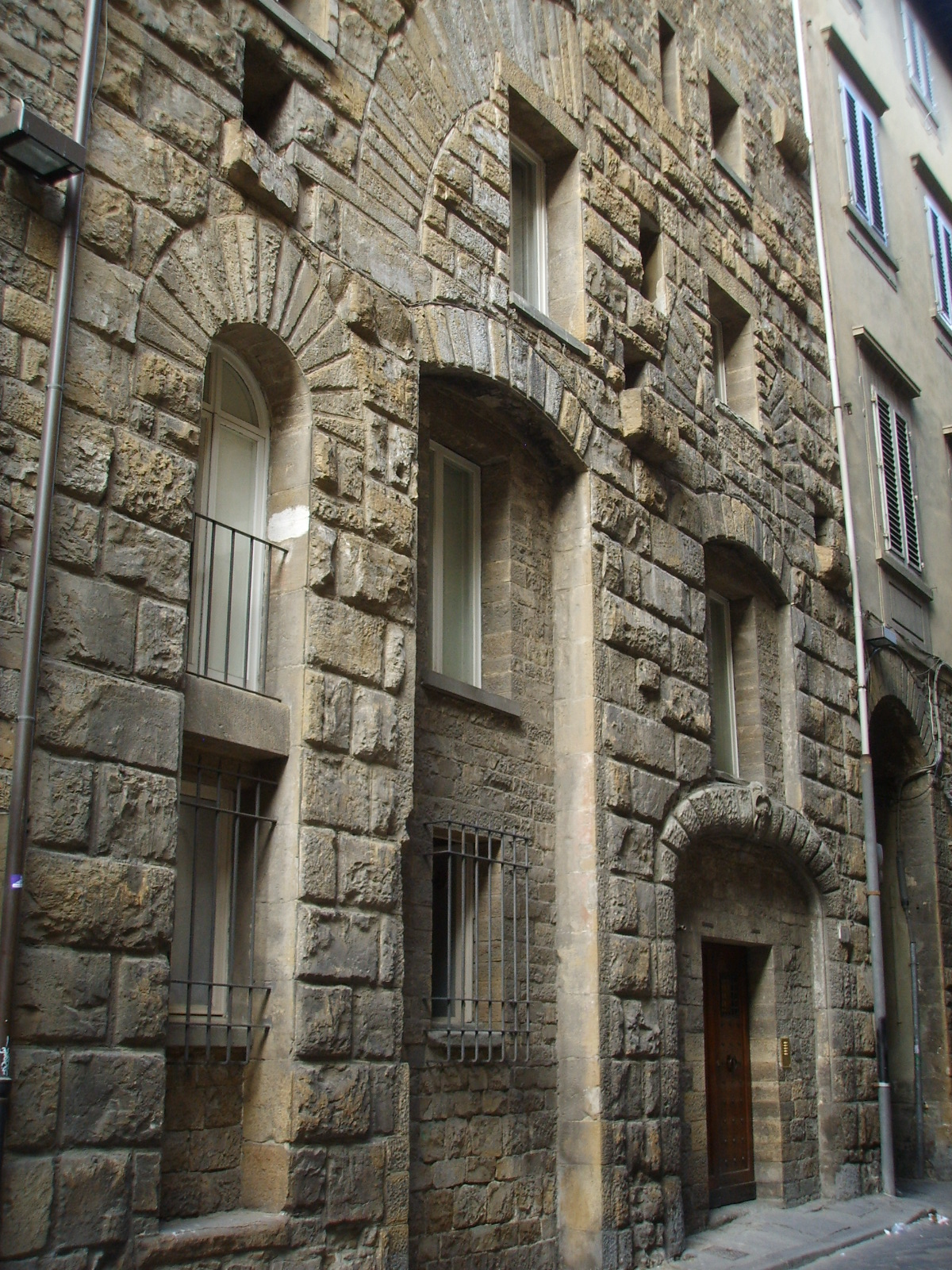
A base
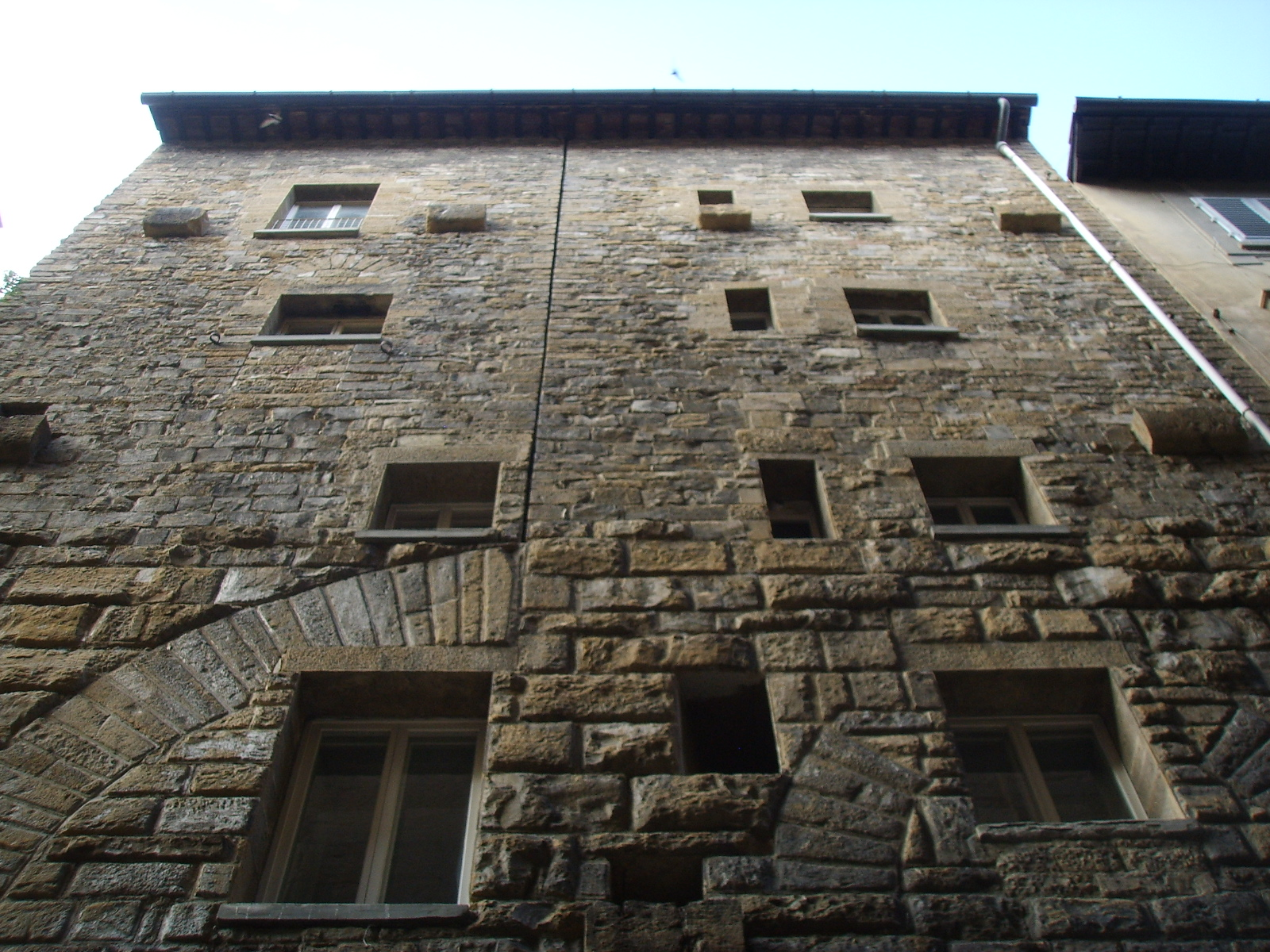
Vista oblíqua
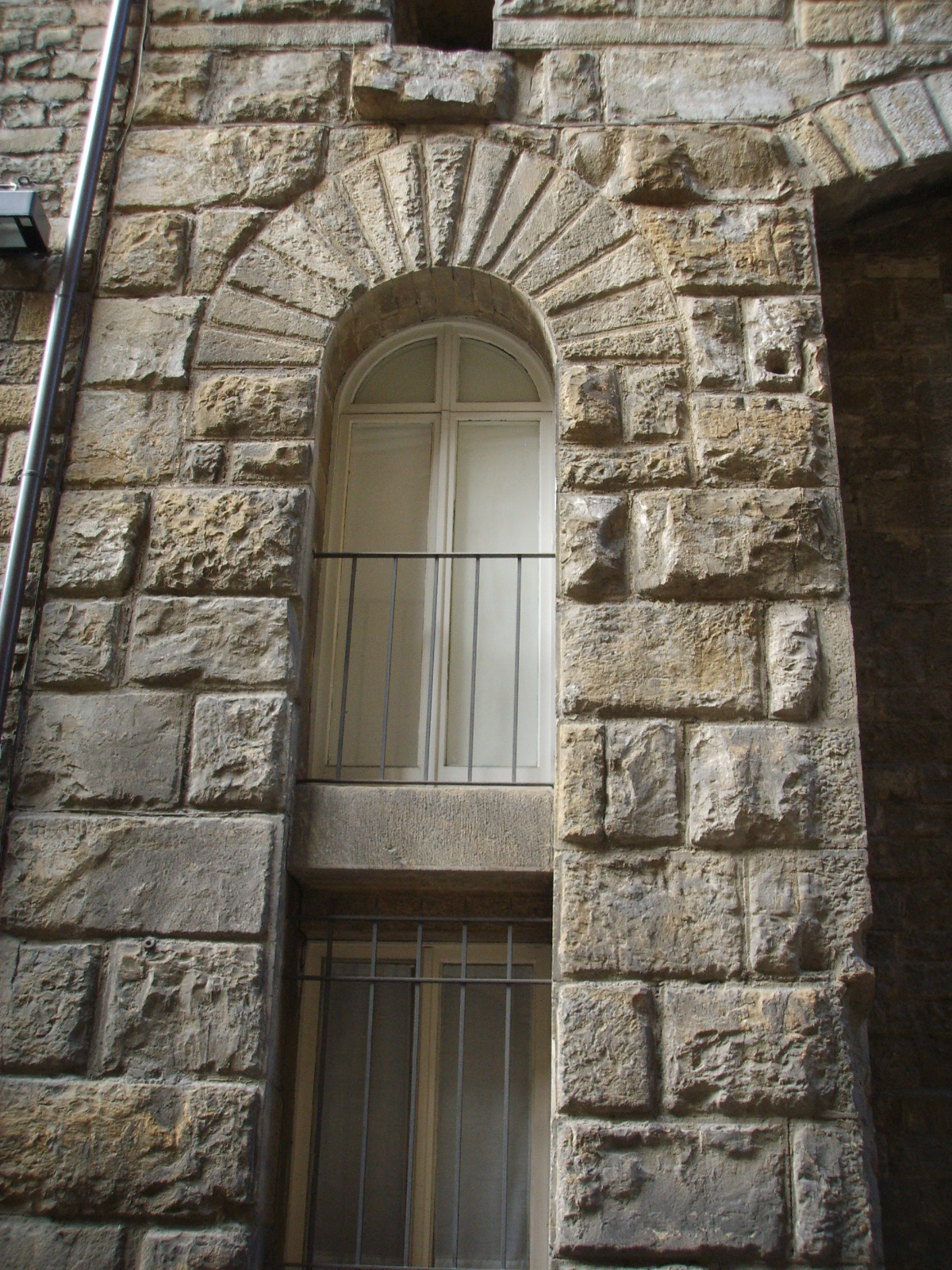
Um arco
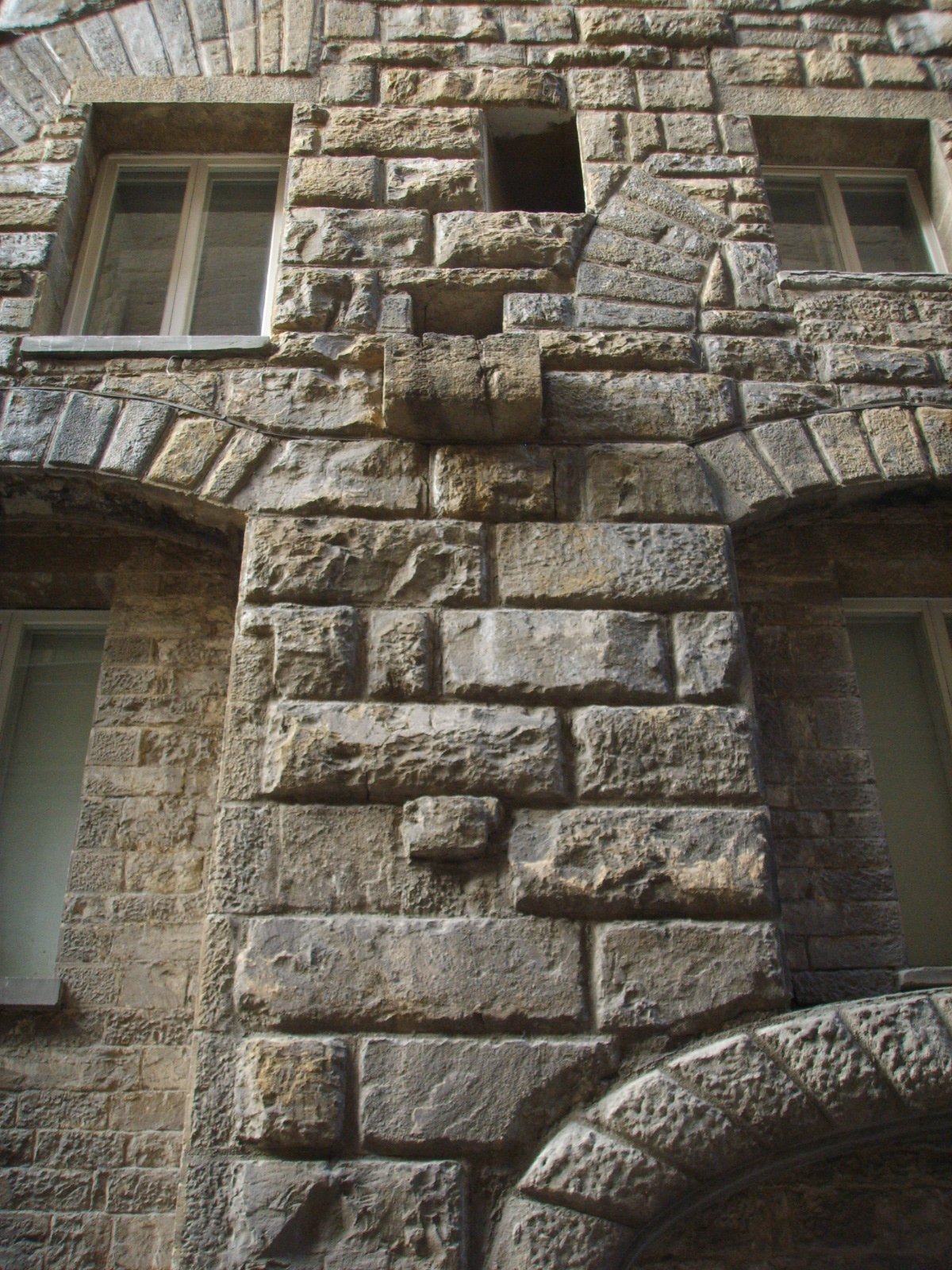
Detalhe da fachada
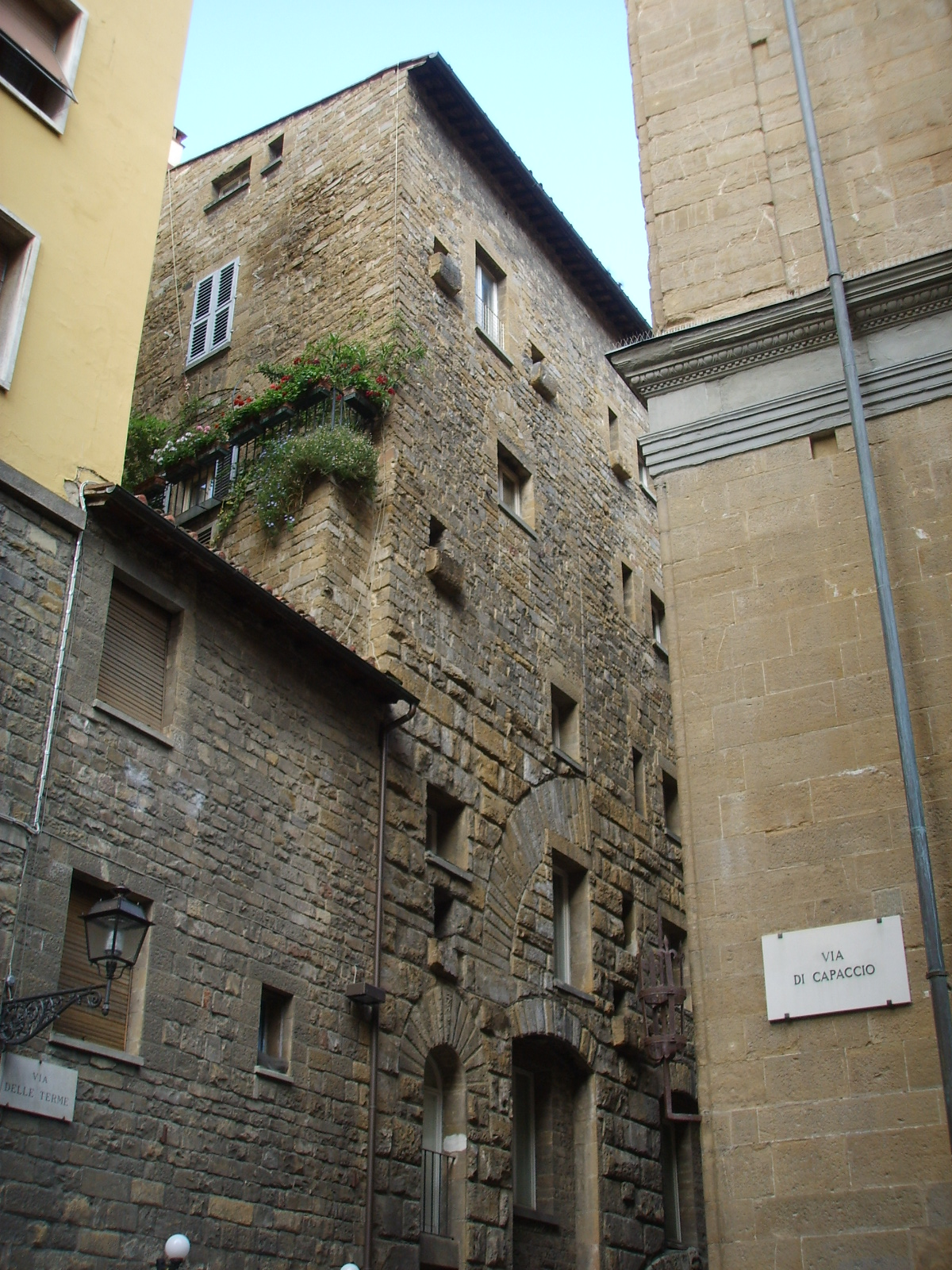
A parte terminal